# 副鱧屬
副鱧屬（Parachanna）是鱧科下的一個屬，其下有4個種，全部位於非洲。其中有一個是化石種，即 Parachanna fayumensis Murray, 2006，發現於埃及，其歷史可追溯到上始新世和晚漸新世。

## 種
該屬現存的種只有三個：
- 非洲鱧（ Parachanna africana (Steindachner, 1879)）
- 真副鱧（Parachanna insignis (Sauvage, 1884)）
- 暗副鱧（Parachanna obscura (Günther, 1861)）